# Молекулярна рефракція
Молекуля́рна рефра́кція (англ. molecular refraction) — характеристика поляризовності молекули у видимій області спектру. Є сталою величиною для даної речовини й мало або зовсім не змінюється з температурою, тиском, агрегатним станом, але залежить від хімічної будови молекул.